# Pinus dabeshanensis
Pinus dabeshanensis е вид растение от семейство Борови (Pinaceae). Видът е световно застрашен, със статут Уязвим.

## Разпространение
Разпространен е в планините Даби в провинциите Анхуей и Хубей (Китай) на височина между 900 и 1400 m.